# مسييه 73

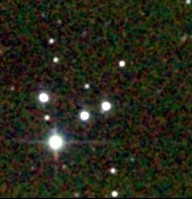

مسييه 73 أو م73 (بالإنجليزية:Messier 73 أوM73 أو NGC 6994 ) هو تجمع نجمي ظاهري مكون من 4 نجوم ويوجد في كوكبة الدلو . ويتكون التجمع النجمي الظاهري من عدة نجوم لا ترتبط ببعضها حيث تفصلهم مسافات كبيرة على خط رؤيتهم من الأرض تفوق المسافات الظاهرية بينهم . ومسييه م73 هو واحد من أشهر تلك التجمعات الظاهرية في السماء ، وقد اهتم علماء الفلك بدراسته.

تظهر هذه النجوم في نفس الفضاء مثل عنقود نجمي نموذجي في الجنوب الغربي من كوكبة الدلو الجنوبية المعتدلة جدًا.

اكتشف م73 العالم الفرنسي شارل مسييه في 4 أكتوبر 1780 ، ووصفه بأنه تجمع نجمي لأربعة نجوم تضم سحابة كونية . ولكن الدراسة التي قام بها جون هيرشل فيما بعد لم تفصح عن وجود أي سحابة.

## حصائص التجمع
- البعد عن الأرض : 2500 سنة ضوئية
- درجة اللمعان : 9 قدر ظاهري
- اتساع التجمع : 8و2 دقيقة قوسية

## اقرأ أيضا
- تجمع نجمي مفتوح
- تجمع نجمي مغلق
- مجرة حلزونية
- نجم
- مجرة
- قزم أبيض
- عملاق أحمر
- الانفجار العظيم
- خط زمني للانفجار العظيم
- ثقب أسود
- نجم نيوتروني

## وصلات خارجية
- موقع الكون